# Gethyllis
Gethyllis är ett släkte av amaryllisväxter. Gethyllis ingår i familjen amaryllisväxter.

## Bildgalleri

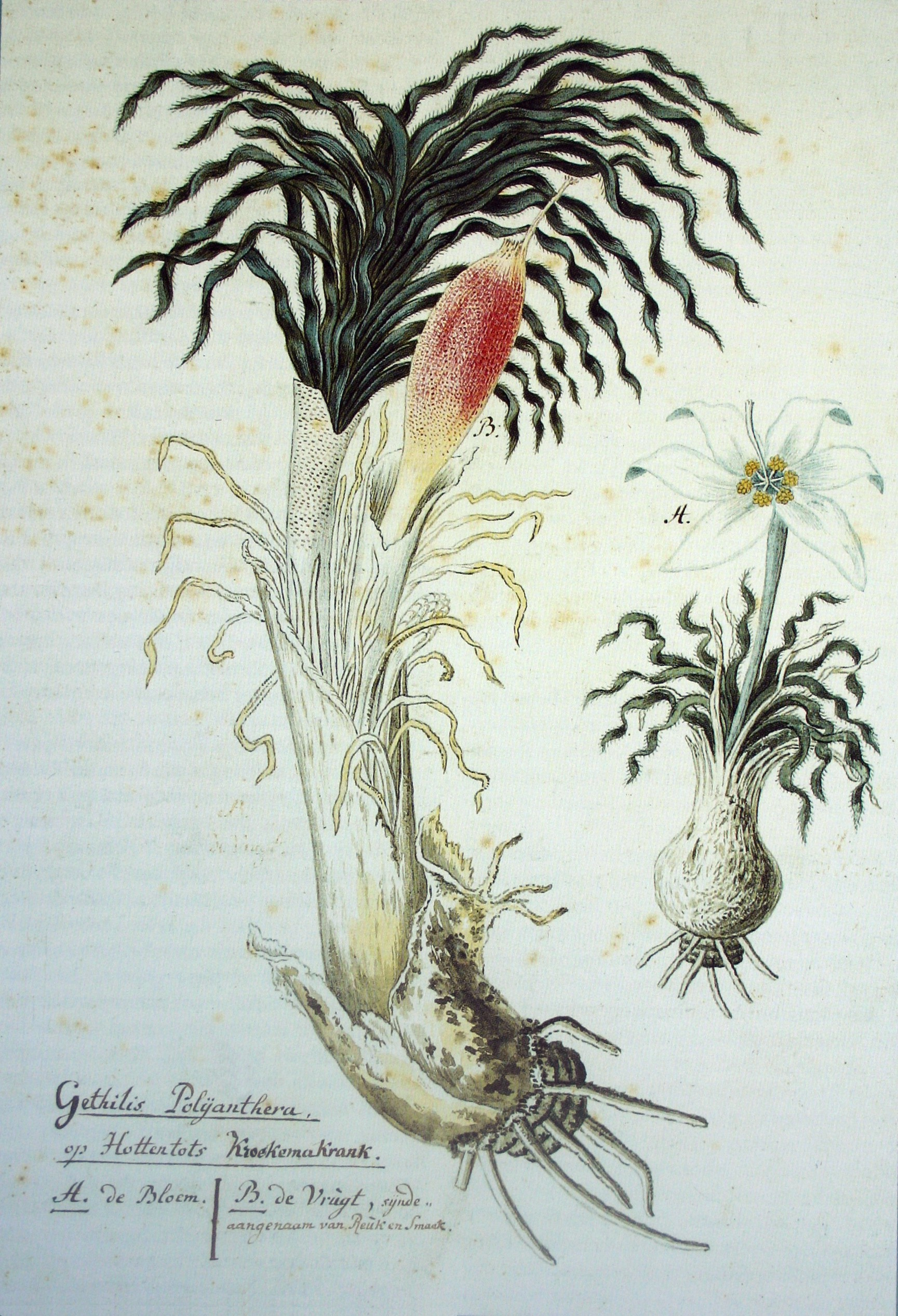

## Dottertaxa tillGethyllis, i alfabetisk ordning[1]
- Gethyllis afra
- Gethyllis barkerae
- Gethyllis britteniana
- Gethyllis campanulata
- Gethyllis cavidens
- Gethyllis ciliaris
- Gethyllis fimbriatula
- Gethyllis grandiflora
- Gethyllis gregoriana
- Gethyllis hallii
- Gethyllis heinzeana
- Gethyllis kaapensis
- Gethyllis lanuginosa
- Gethyllis lata
- Gethyllis latifolia
- Gethyllis linearis
- Gethyllis longistyla
- Gethyllis marginata
- Gethyllis namaquensis
- Gethyllis oligophylla
- Gethyllis oliverorum
- Gethyllis pectinata
- Gethyllis roggeveldensis
- Gethyllis setosa
- Gethyllis spiralis
- Gethyllis transkarooica
- Gethyllis uteana
- Gethyllis verrucosa
- Gethyllis verticillata
- Gethyllis villosa